# Сульфид-хлорид висмута
Сульфи́д-хлори́д ви́смута — неорганическое соединение металла висмута с формулой BiSCl, светло-серые кристаллы, нерастворимые в воде.

## Получение
- Действие серы или сероводорода на хлорид висмута(III):

{\displaystyle {\mathsf {2BiCl_{3}+3S\ {\xrightarrow {T}}\ 2BiSCl+S_{2}Cl_{2}}}}
{\displaystyle {\mathsf {2BiCl_{3}+H_{2}S\ {\xrightarrow {T}}\ 2BiSCl+2HCl}}}
- Сплавление двойного хлорида висмута-аммония с сульфидом висмута(III):

{\displaystyle {\mathsf {BiCl_{3}\cdot 2NH_{4}Cl+Bi_{2}S_{3}\ {\xrightarrow {T}}\ 3BiSCl+2NH_{3}+2HCl}}}

## Физические свойства
Сульфид-хлорид висмута образует светло-серые кристаллы.
Нерастворим в воде.

## Химические свойства
- Растворяется в концентрированной азотной кислоте:

{\displaystyle {\mathsf {BiSCl+5HNO_{3}\ {\xrightarrow {}}\ Bi(NO_{3})_{3}+S\downarrow +2NO_{2}+HCl+2H_{2}O}}}